# 姑塘镇
姑塘镇，是中华人民共和国江西省九江市濂溪区下辖的一个乡镇级行政单位。

## 行政区划
姑塘镇下辖以下地区：
姑塘集镇社区、九江化纤厂社区、蔡岭村、周岭村、沙湖村、香积村、沿湖村、广桥村、邓桥村和谷山村。